# Prajnesh Gunneswaran
Prajnesh Gunneswaran (ur. 12 listopada 1989 w Ćennaju) – indyjski tenisista.

## Kariera tenisowa
Gunneswaran zaczął trenować grę w tenisa ziemnego w wieku 7 lat.
W 2018 roku został brązowym medalistą igrzysk azjatyckich w singlu mężczyzn.
Wygrał dwa turnieje o randze ATP Challenger Tour w grze pojedynczej.
W rankingu gry pojedynczej najwyżej był na 75. miejscu (22 kwietnia 2019), a w klasyfikacji gry podwójnej na 248. pozycji (24 grudnia 2018).

### Zwycięstwa w turniejach ATP Challenger Tour w grze pojedynczej
| Końcowy wynik | Nr | Data              | Turniej   | Nawierzchnia | Przeciwnik     | Wynik finału  |
| ------------- | -- | ----------------- | --------- | ------------ | -------------- | ------------- |
| Zwycięzca     | 1. | 29 kwietnia 2018  | Anning    | Ceglana      | Mohamed Safwat | 5:7, 6:3, 6:1 |
| Zwycięzca     | 2. | 17 listopada 2018 | Bengaluru | Twarda       | Saketh Myneni  | 6:2, 6:2      |